# Lake Chimaditida
Lake Chimaditida är en sjö i Grekland. Den ligger i den norra delen av landet, 300 km nordväst om huvudstaden Aten. Lake Chimaditida ligger 591 meter över havet. Den ligger vid sjön Límni Cheimadítida. Trakten runt Lake Chimaditida består till största delen av jordbruksmark.